# 遠田インターチェンジ

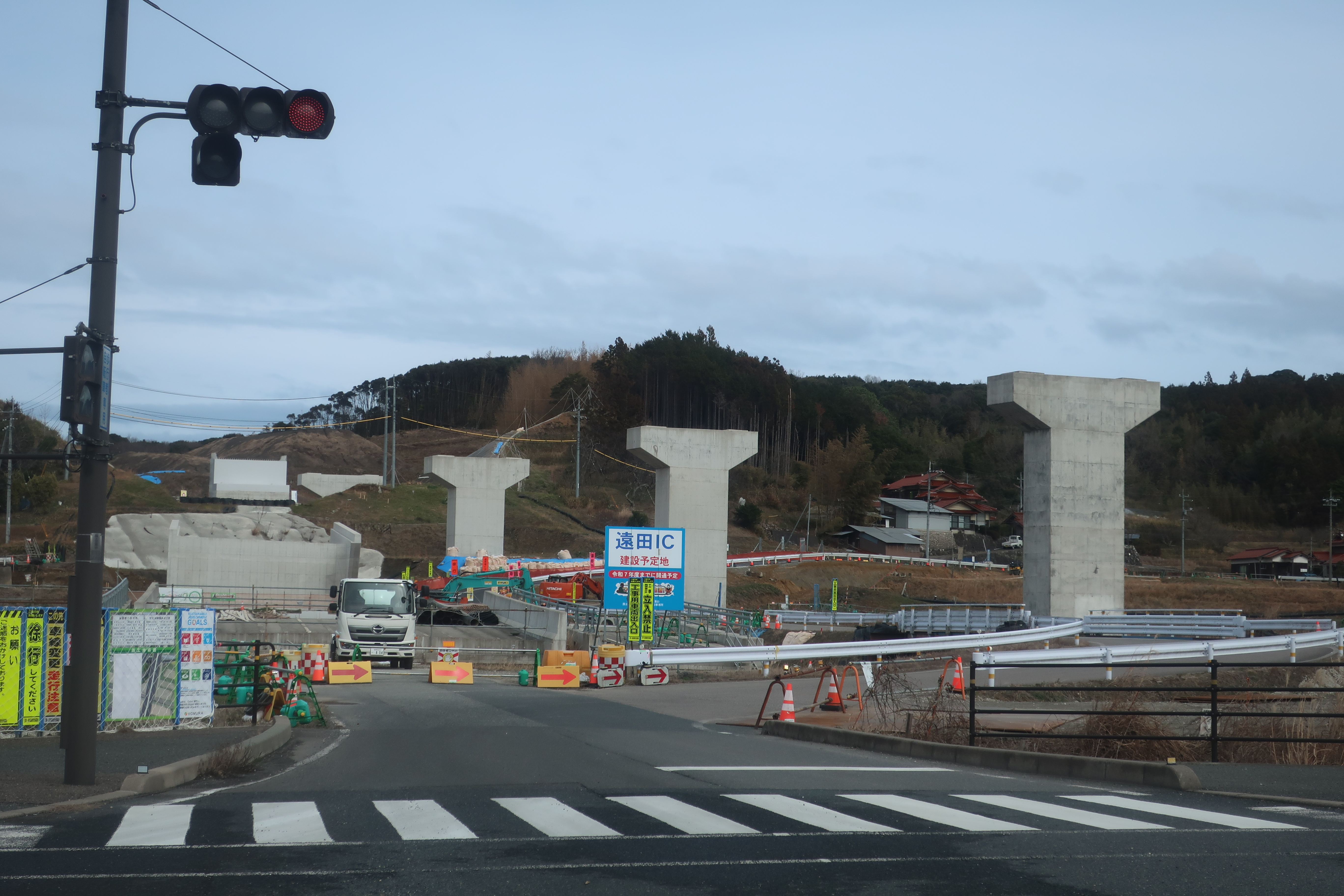
工事中の浜田方面（2023年2月）

遠田インターチェンジ（とおだインターチェンジ）は島根県益田市にある山陰自動車道（益田道路）のインターチェンジである。

## 歴史
- 2010年（平成22年）3月27日 : 益田道路当IC - 久城IC間開通に際し供用開始。
- 2025年（令和7年）度：三隅・益田道路石見三隅IC - 遠田IC間開通予定[1][注釈 1]。

## 道路
- E9 山陰自動車道（益田道路）

## 接続する道路
- 国道9号

## 隣
E9 山陰自動車道
鎌手IC（事業中） - 遠田IC - 久城IC